# Arusià Messi
Arusià Messi (llatí: Arusianus Messius) va ser un escriptor i gramàtic romà del segle v.
És autor d'una obra de gramàtica que s'ha conservat fins als nostres dies, i que s'intitula Quadriga, pel fet que utilitza exclusivament passatges de l'obra de quatre autors: Virgili, Sal·lusti, Terenci i Ciceró. Consisteix en un llistat llarg de mots acompanyats d'exemples d'aquests quatre autors, i té gran valor pel fet que ha preservat fragments de l'obra perduda de Ciceró i, particularment, de les Històries de Sal·lusti. Només una part dels manuscrits indiquen que l'autor és Arusià, mentre que els altres indiquen que és obra de Marc Corneli Frontó; sembla improbable que Frontó en sigui l'autor, de manera que hom ha suggerit la possibilitat que es tracti d'un resum o epítome d'una obra de Frontó elaborat per Arusià.